# ハコ企業
ハコ企業（ハコきぎょう）とは、ビジネスモデルの行き詰まりから経営不振に陥り、公募増資や銀行からの融資など正常な資金調達が困難になったことにより、仕手筋や投資ファンドなどから不明朗な資金が流入し、不公正ファイナンスの温床となる企業。ハコ系上場企業とも呼ばれ、箱企業と漢字表記されることもある。当初は実態のある事業を営んでいた企業が、経営不振に陥ってもなお第三者割当増資を繰り返して上場を維持することで、証券市場から資金を集める「箱」にすぎない企業となることからこのような呼ばれ方をする。

## ハコ企業の実態
「ハコ企業」と化す企業は旧JASDAQ、ヘラクレス、マザーズなどに上場していたベンチャー企業であることが多く、上場当初は実態のある事業を行っていたが、経営不振に陥り監査法人からも継続企業の前提に関する注記が付されるようになると、資金調達に困難をきたし、やがて上場廃止基準に抵触するおそれが生じる。このような企業にアレンジャーと呼ばれる人物が接近し、投資事業組合や国外の投資ファンドを引受先とした第三者割当増資を持ち掛ける。取締役会の決議など会社法で定められた手続きを経ている限りは、第三者割当増資は形式上合法である。発行元企業には、「自社の将来性を見込まれて投資先に選ばれた」「オイルマネーや世界の富裕層の資金を集めたファンドから投資されることは誇りである」などの心理が生じがちである。一般に、第三者割当増資により新株を発行すると1株当たりの利益が希釈化することから株価は下落する傾向があるが、企業の存続に疑義のあるケースでは株価上昇に結び付く場合がある。人為的な株価の上昇を図るため、実質的な支配者となった筆頭株主やその周辺の者が電子掲示板などで風説の流布を流して株価操縦を図ったり、第三者割当増資の前に取得した株式を公表後に高値で売り抜けるインサイダー取引が行われたケースもある。仕手筋や反社会的勢力が実効支配に就いてコーポレート・ガバナンスが崩壊するケースも生じ、ハコ企業を通じた資金洗浄や、資金の流出先の脱税なども起きており、裏口上場の道具として狙われる事例もある。コーポレート・ガバナンスの崩壊や有価証券報告書などの虚偽記載に手を染めた故に、特設注意市場銘柄に指定されたケースもある。他にも度重なる社名変更を行ったり、業態転換やM&Aなどによってノウハウを持たない事業へ進出した事例もある。また、契約していた監査法人が処分を受けたケースもある。
金融当局も手をこまねいているわけではなく、証券取引等監視委員会は2009年7月14日に住宅リフォーム会社ペイントハウスの第三者割当増資を利用した不公正ファイナンスに関し金融商品取引法第158条の偽計に当たるとして東京地方検察庁に告発するなど監視を強めている。
ハコ企業の末路は、最終的には粉飾決算、有価証券報告書の提出遅延、公益・投資者保護、特設注意市場銘柄指定時に提出する内部管理体制確認書の審査結果（内部管理体制が改善されない）などから上場廃止となり、上場廃止後に事業停止に追い込まれたり、経営破綻で消滅するケースが多いようである。